# ギリシャ共産党
ギリシャ共産党（ギリシャきょうさんとう、ギリシャ語: Κομμουνιστικό Κόμμα Ελλάδας, ラテン文字転写: Kommunistiko Komma Elladas、略称：ΚΚΕ）は、ギリシャにおける共産主義・革新政党。機関紙「リゾスパスティス」（Ριζοσπάστης、「急進」）を1916年より発行しており、日刊である。

## 沿革
1918年にギリシャ社会主義労働者党（Σοσιαλιστικό Εργατικό Κόμμα Ελλάδας, SEKE）として、教師のアブラーム・ベナロヤなどにより設立された。共産主義を奉じるまで数年の間第二インターナショナルに加盟していた。その後名称をSEKE-K、さらにKKEへ変更した。現在の書記長（党首）は2013年4月の第19回党大会で選出されたディミトリス・クツンバス（Dimitris Koutsoumpas）。
第二次世界大戦中のドイツ占領下のギリシャでは他の左派組織とともに民族解放軍（ELAS）を組織し、1944年にはギリシャ全土の4分の3を支配していた。戦後にELASは政府およびイギリス軍との間で始まったギリシャ内戦が1949年まで続いた。KKEは1974年まで非合法化されていた。非合法期のKKEは統一民主左翼（EDA）を支持した。
非合法化時代の1968年にはKKEは国外の亡命者が中心でソ連派であった主流派から、国内のKKEシンパ中心で、ユーロコミュニズムの系統である一派がギリシャ共産党(国内派)として分裂した。1974年の民主化でKKEはEDAと合同で左派連合（Ενωμένη Αριστερά）を形成し、9.36％の得票を得た。以後1989年まで選挙では一貫して10％前後の得票率を得ていた。
1988年には、かつて袂を分かったKKE国内派の後身の一つであるギリシャ左翼党をはじめとした他の左派組織とともに左翼進歩連合(Synaspismos)を結成した。1991年にKKEは同連合より脱退したが、この際、KKE中央委員会のおよそ45%、及び地方委員会の過半数を除名し、この大多数は左翼進歩連合へ残留した。
なお、左翼進歩連合は政党連合・急進左派連合への加盟を経て現在は単一政党である急進左派連合(SYRIZA)となっている。
ギリシャ共産党は地方議会、国会、欧州議会などに代表を有している。かつては欧州左翼党非加盟だったものの、欧州議会においては欧州左翼党主体の欧州統一左派・北方緑の左派同盟（EUL-NGL）の一翼を担っていた。しかし、2013年には欧州左翼党より左派的な政党連合である共産党・労働者党イニシアティブを結成し、2014年にはEUL-NGLを脱退している。
2012年5月に行われたギリシャ総選挙では、緊縮財政政策を推進してきた連立政権与党（新民主主義党・全ギリシャ社会主義運動）への不満を集め、前回総選挙（2009年）を5議席上回る25議席（得票率8.48%）を獲得した。選挙後の政権交渉が失敗した結果、議会を解散して6月に行われた再選挙では、12議席（得票率4.50％）で5月選挙時より得票と議席を減らす結果となった。2015年1月実施の総選挙では15議席（得票率5.47％）を獲得し、前回に比べ議席を増やした。
2010年代後半のギリシャ社会の混乱で、政権党「急進左派連合」の政策に批判を強めてきており、生活に打撃を被った年金受給者たちのデモを組織し、その一部が暴徒化するなど極左的な傾向も出ている。